# 이갑용 (1958년)
이갑용(李甲用, 1958년 7월 27일~)은 대한민국의 정치인이다. 제3대 울산광역시 동구청장이다.

## 학력
- 동해중학교 졸업

## 경력
- 1987 현대중공업노동조합 초대 대의원,운영위원
- 1989 제5대 현대중공업노동조합 사무국장
- 1990 현대중공업노동조합 골리앗투쟁 비상대책위원장
- 1993 현대그룹노동조합총연합 의장
- 1993 전국노동조합대표자회의 공동대표
- 1993 제8대 현대중공업노동조합 위원장
- 1998 제2대 전국민주노동조합총연맹 위원장
- 1999 남북노동자통축구단 단장
- 1999 전국민주노동조합총연맹 지도위원
- 1999 진보정당 추진위원회 공동대표
- 2000 민주노동당 울산시당 동구 지구당 위원장
- 2002~2005 제3대 울산광역시 동구청장
- 2008 노동자건강권확보 공동대책위원회 대표
- 2011 울산광역시 동구 구청장 후보
- 2016~2018 노동당 대표

## 역대 선거 결과
|  | 35.06% |

|  | 34.68% |

|  | 3.59% |

|  | 8.13% |

|  | 0.12% |

| 전임 권영길 (권한대행)배석범 | 제2대 전국민주노동조합총연맹 위원장 1998년 3월~1999년 9월 | 후임 단병호 |

| 전임 이영순 | 제3대 울산광역시 동구청장(민선) 2002년 7월 1일~2006년 5월 24일 | 후임 (권한대행)서통학 정천석 |

| 전임 구교현 | 제8대 노동당 대표 2016년 10월 15일~2018년 10월 13일 | 후임 (비상대책위원장)나도원 |